# فلاخن

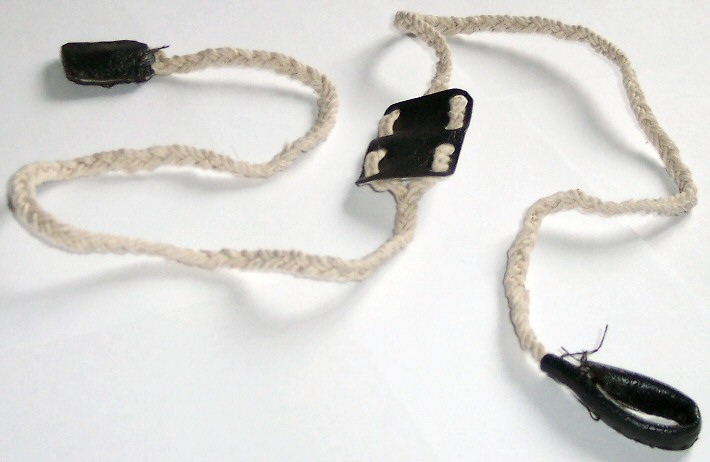
یک نمونه فلاخن دست‌ساز

فَلاخَن یا قلاب‌سنگ ابزاری جنگی بود که برای پرتاب چیزهایی مانند سنگ از آن بهره می‌بردند. فلاخن از رشته‌ای پشمی یا ابریشمی ساخته‌می‌شده‌است. امروز بیشتر در نزد چوپانان کاربرد دارد.
فلاخن در متن‌های پارسی به گونهٔ فلاخان، فلخمان، پلخمان، فلماخن، بلخم، دستاسنگ، دست سنگ، قلباسنگ، فلماسنگ، کلاسنگ و کلماسنگ نیز نوشته‌شده‌است. در برخی از شعرهای پارسی نیز به کار رفته‌است مانند این شعر از جامی:
| نخستین خواند استادان پرفن |  | که بستند از برایش یک فلاخن |

## پیشینه

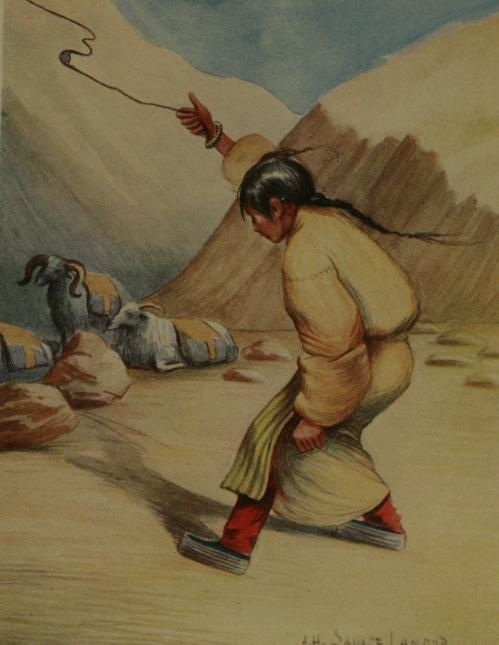
یک دختر تبتی سنگ‌ریزه‌ای را به سوی گلهٔ بزها پرتاب می‌کند.

فلاخن یک جنگ‌افزار کهن است که خاستگاهش به درستی آشکار نیست ولی می‌نماید که در دورهٔ نوسنگی در حوزهٔ مدیترانه بیشتر کاربرد داشته‌است. اگر استرالیا را مستثنی بگیریم می‌توان گفت که فلاخن در همه‌جای جهان زمانی کاربردی داشته‌است. البته آشکار نیست که گسترش این ابزار در پیوند با مردمان کهن با یکدیگر بوده‌است یا اینکه مردمان پراکنده خودشان جداگانه به این اختراع رسیده‌اند.
هومر و بسیاری از نویسندگان یونانی به این جنگ‌افزار اشاره کرده‌اند. در ۴۰۱ (پیش از میلاد) یونانیان در جنگ با اردشیر دوم هخامنشی از سپاه فلاخن‌انداز او بسیار آسیب دیدند و به ستوه آمدند.